# Кечичиан, Джозеф
Джозеф А. Кечичиан (англ. Joseph A. Kéchichian: род. 15 марта 1954, Бейрут) — американский учёный ливано-армянского происхождения, политолог, старший научный сотрудник Института Ближнего Востока, президент Kéchichian & Associates. В период с 2006 по 2011 годы был консулом Султаната Омана в Лос-Анджелесе (штат Калифорния).

## Биография
Джозеф Кечичиан свободно владеет арабским, английским, французским и турецким языками, хорошо владеет армянским и итальянским языками, на достаточном уровне знает фарси и корейский.
Полное описание своей профессиональной деятельности (учёба, работа, списки лекций и публикаций, перечень книг, список достижений и наград) Джозеф Кечичиан оформил в виде резюме (70 страниц) и разместил на сайте Центра исследований и исламоведения имени короля Фейсала (KFCRIS).

### Образование
- 1978 год — школа Immaculate Heart (Лос-Анджелес, Калифорния)[4][2].
- 1980 год — магистр международных исследований, диплом с отличием (Институт международных исследований Миддлбери в Монтерее (MIIS), Калифорния)[4][2].
- 1985 год — доктор философии и международных отношений (Университет Вирджиния)[4][2].

### Профессиональная деятельность
- 1985—1986: преподаватель Колледжа Вильгельма и Марии в Вирджинии[4][2]
- 1986—1988: младший научный сотрудник, преподаватель Международного центра Вудро Вильсона (Wilson Center)(Вашингтон, Колумбия)[4][2]
- 1986—1989: научный сотрудник бизнес-школы (Darden Graduate School of Business Administration) Виргинского университета[4][2]
- 1988—1989: помощник декана факультета международных исследований Виргинского университета[4][2]
- 1990—1992: редактор международного журнала в Глендейле, Калифорния[4][2]
- 1990—1994: преподаватель исторического факультета Калифорнийского университета в Лос-Анджелесе[4][2]
- 1990—1996: младший политолог корпорации RAND (Санта-Моника, Калифорния)[4][2]
- с 1996 года: президент Kéchichian & Associates, консультант по вопросам национальной безопасности стран Персидского залива и по вопросам внешней политики США по отношению к этим странам[4][2]
- 1998: адъюнкт-профессор (англ. adjunct professor) Школы государственной политики Университета Пеппердайн ((англ. Pepperdine	University) (Малибу, Калифорния)[4][2]
- 1998—2001: научный сотрудник Центра ближневосточных исследований Калифорнийского университета (Лос-Анджелес, Калифорния)[4][2]
- 2003—2004: научный сотрудник Школы государственной политики Университета Пеппердайн (Малибу, Калифорния)[4][2]
- 2005—2010: обозреватель SOMA (Сулеймания, Ирак)[4][2]
- 2005—2011: почетный консул Султаната Оман в Лос-Анджелесе (штат Калифорния)[4][2]
- 2007—2010: редактор журнала (англ. Journal of the Society for Armenian Studies (JSAS)[4][2]
- 2009—2010, 2012—2013 годы: научный сотрудник Института Ближнего Востока[4][2]
- с 2013 года: заместитель редактора Оксфордской энциклопедии ислама и политики, Нью-Йорк (Издательство Оксфордского университета)[4][2]
- с 2013 года: старший научный сотрудник Центра исследований и исламоведения имени короля Фейсала (KFCRIS) (Эр-Рияд, Саудовская Аравия)[4][2]

Участвует в проведении исследований, большая часть из которых связана с вопросами внешней политики и религии Ближнего Востока.

## Награды и достижения
- Стипендиат Фонда Галуста Гюльбенкяна (арм. Գալուստ Սարգիս Կիւլպէնկեան, порт. Fundação Calouste Gulbenkian) в период с 1975 по 1980 годы[4][2];
- президентская премия РЭНД за выдающиеся научные достижения (1995 г.)[4][2];
- исследовательская премия Фонда Смита Ричардсона (англ. Smith Richardson Foundation) (1998—1999, 2003—2004; 2009—2010; 2012—2013)[4][2];
- премия Фонда Джорджа Игнатиуса (англ. George Ignatius) (2010 г., 2011 г.)[4][2];
- Священный орден Святого Архангела Михаила (англ. Equestrian Order of Michael Archangel)[5][4][2].

## Книги и публикации
Автор книг и публикаций, большая часть которых посвящена Саудовской Аравии.
Избранные сочинения Джозефа Кечичиана:
- Succession in Saudi Arabia (о преемственности в Саудовской Аравии)[8].
- Legal and political reforms in Saʻudi Arabia (о правовых и политических реформах в Саудовской Аравии)[9].
- A Strong Army for a Stable Lebanon (об армии Ливана)[10].
- Ежегодные обзоры: Annual review 2018: Sharing culture shaping policy[11]; Annual review 2019: Read — Think — Change[12].
- Empowering women: Educational Programs and Reforms in a Diversified Saudi Economy (о расширении прав и возможностей женщин в Саудовской Аравии)[13].
- Iffat al Thunayan: An Arabian Queen (об арабской королеве)[14].